# Caloplaca asserigena
Caloplaca asserigena är en lavart som först beskrevs av Johann Gottlieb Franz-Xaver Lahm, och fick sitt nu gällande namn av Henri Jacques François Olivier. Caloplaca asserigena ingår i släktet orangelavar, och familjen Teloschistaceae. Arten är reproducerande i Sverige.